# Lyndon B. Johnson
Lyndon Baines Johnson (Stonewall, Teksas, 27. kolovoza 1908. – Johnson City, Teksas, 22. siječnja 1973.), američki političar. 
Predsjednikom je postao nakon umorstva J. F. Kennedyja 1963. godine. Za njegove administracije došlo je eskalacije američke agresije u Vijetnamu, što je izazvalo oštru kritiku njegove politike. Pod pritiskom javnog mnijenja, kako svjetskog tako i američkog, morao je pristati da se u proljeće 1968. godine u Parizu povedu pregovori s vladom Sjevernog Vijetnama o postizanju mira. Objavio je "Memoare". 

## Rani život i karijera
Lyndon Baines Johnson se rodio 1908. godine u siromašnoj obitelji farmera i lokalnog političara Samuela Ealyja Johnsona i Rebekah Baines. Odrastao je uz tri sestre i brata. 
Johnson je osnovno i srednje obrazovanje stekao u javnim školama, gdje se u školskim debatama počeo zanimati i stekao talent za politiku. Godine 1926. se upisao na učiteljski koledž. Studij je iz financijskih razloga morao privremeno prekinuti te raditi kao učitelj u školi za meksičke imigrante. Susret s djecom još siromašnijom od njega je na Johnsona ostavio snažan dojam i potakao da ostatak života posveti borbi protiv rasne i socijalne nepravde. Johnson je diplomirao 1931. godine.
Svoje političke vještine Johnson je iste godine iskoristio kao voditelj izborne kampanje kongresnika Welly Hopkinsa. Nakon izbora Hopkins ga je preporučio kao pomoćnika svom kolegi Richardu Klebergu. U Washingtonu je Johnson brzo stekao niz utjecajnih prijatelja među teksaškim kongresnicima, senatorima kao i krugovima oko budućeg potpredsjednika Richarda Nancea Garnera. 
Godine 1934. Johnson je oženio Claudiu Altu Taylor (zvanu Ladybird) koja će mu roditi dvije kćeri.
Sljedeće je godine Johnson, zahvaljujući vezama, postao načelnik Nacionalne uprave za omladinu u Teksasu. Njegova je dužnost, između ostalog, bilo pronalaziti posao za mlade ljude, što ga je u doba Velike depresije učinilo jednim od najutjecajnijih i najpopularnijih političara u državi.
Johnson je to iskoristio i dvije godine kasnije bio po prvi put i sam izabran u Zastupnički dom Kongresa. Tamo je bio vatreni zagovornik politike New Deala, ali i izgradio blizak odnos s moćnim predsjednikom Zastupničkog doma Samom Rayburnom. S vremenom je osvojio i povjerenje samog predsjednika Roosevelta.
Pokušaj da taj kapital iskoristi 1941. godine na izborima za Senat nije uspio. Johnson je na izborima službeno dobio više glasova od protukandidata W. Leeja "Pappyja" O'Daniela, ali su ti rezultati oboreni sudskom tužbom i O'Daniel proglašen pobjednikom. 
Johnson se vratio u Kongres, a nakon ulaska SAD u Drugi svjetski rat ga je Roosevelt poslao da nadzire rad vojske i mornarice na Jugozapadnom Pacifiku. Prilikom jedne inspekcije avion su mu napali japanski lovci te je Johnson jedva preživio. Zbog toga je kasnije dobio odlikovanje.
Godine 1948. Johnson se ponovno kandidirao za Senat, i ovaj put pobijedio nakon jedne od najprljavijih i najkontroverznijih izbornih kampanja u povijesti Teksasa. Mnogi povjesničari tu pobjedu pripisuju glasovima namještenim i kupljenim tijekom Johnsonove kampanje za vrijeme preliminarnih izbora za demokratskog kandidata.
Bez obzira na način na koji je došao u Senat, Johnson se vrlo brzo iskazao kao jedan od najsposobnijih i najutjecajnijih senatora. Godine 1953. je izabran za predsjednika demokratske - tada manjinske - frakcije u Senatu. Godinu dana kasnije, demokrati su osvojili većinu u Senatu i Johsnon je postao vođa senatske većine. Mnogi povjesničari drže da se tada najviše iskazao u svojoj karijeri - prvenstveno zahvaljujući bliskim odnosima kako sa svojim demokratskim kolegama, tako i s republikanskim predsjednikom Eisenhowerom.
S druge strane, prema senatorima Johnu i Robertu Kennedyju osjećao je prijezir, smatrajući ih razmaženim aristokratima kojima je bogati otac kupio mjesta u Senatu i koji nemaju pojma kako živi prava sirotinja. Zbog toga je pokušao spriječiti demokratsku nominaciju Johna Kennedyja za predsjednika, a nakon što je Kennedy ipak nominiran, ponuđena mu je potpredsjednička kandidatura. Kennedyjevi su očekivali da će Johnson to smatrati uvredom i odbiti, ali je on, na veliko iznenađenje, pristao.
Nakon što je Kennedy izabran, Johnsonu su udijeljene isključivo ceremonijalne dužnosti te ga je Bijela kuća nastojala što više udaljiti od političkih odluka.

## Predsjednik SAD
Lyndon Johnson je bio zajedno s predsjednikom Kennedyjem kada je on ubijen u Dallasu 22. studenog 1963. godine. Samo nekoliko sati kasnije je, po Ustavu SAD, Johnson preuzeo dužnost položivši zakletvu u avionu koji je u Washington prevozio tijelo svog ubijenog prethodnika. Zakletvu je položio pred federalnom sutkinjom Sarah T. Hughes, simboliziravši tako početak administracije posvećene radikalnom iskorjenjivanju svih rasnih, spolnih i drugih predrasuda.
Iako su se mnogi, uključujući Roberta Kennedyja, teško mirili s novim predsjednikom kojeg je na funkciju bio doveo metak ubojice, Johnson je vješto iskoristio politički kapital stečen smrću svog prethodnika, koga je bio prikazivao kao mučenika čijim putem nastoji nastaviti.
Za to su prva prilika bili predsjednički izbori 1964. godine. Republikanci, suočeni s nacijom u žalovanju, su za kandidata nominirali desno orijentiranog Barryja S. Goldwatera. Njega je Johnson vješto prikazao kao opasnog ekstremista koji će, ako bude izabran, SAD gurnuti u nuklearni rat. To, serija Goldwaterovih gafova i pijetet prema ubijenom predsjedniku su glasače gurnuli prema Johnsonu i omogućili mu da s 61 % glasova napravi rekordno veliku pobjedu u povijesti američkih predsjedničkih izbora.
Takav mandat je Johnson iskoristio kako bi progurao svoj program opsežnih socijalnih reformi zvan Veliko društvo. Cilj mu je bio da na tekovinama New Deala iskorijeni siromaštvo i nezaposlenost pomoću izdašnih federalnih dotacija, odnosno učini SAD sličnu europskim državama gdje su socijaldemokratske, odnosno demokršćanske vlade nakon drugog svjetskog rata izgradile državu blagostanja. 
U tu je svrhu, koristeći se svojim iskustvom i vezama u Senatu progurao cijeli niz zakona koji su ustanovili osnove mirovinskog i zdravstvenog osiguranja, isto kao i izdašne naknade za nezaposlene, samohrane majke te programe kojima je cilj bio iskorijeniti siromaštvo u SAD.
Johnson je također još prije izbora 1964. godine uspješno progurao zakone koji su formalno dokrajčili rasnu segregaciju na teritoriju SAD, a kasnije je nastavio sa zakonima i programima usmjerenim na ukidanje spolne diskriminacije. 
U nastojanju da spriječi bilo kakve smetnje svog programu, u Vrhovni sud je bio imenovao liberalno i lijevo orijentirane suce. Smatra se da je američki liberalizam u klasičnom smislu svoj vrhunac imao upravo pod Johnsonom.
Johnsonove uspjehe su, s druge strane, počele zasjenjivati dvije krize s kojima se nije znao najbolje suočiti. 
Prva je bila serija rasnih nereda u crnačkim četvrtima velikih američkih gradova. Ona je dijelom bila izazvana siromaštvom, a dijelom sve većom radikalizacijom pokreta za građanska prava. Neredi će se nastaviti sve do kraja Johnsonovog predsjednikovanja.
Drugu, mnogo ozbiljniju, krizu je Johnson naslijedio od svog prethodnika. Sve veći angažman američkih vojnih savjetnika, a kasnije specijalnih snaga u borbi protiv komunističkih gerilaca u Južnom Vijetnamu, nije donosio nikakve opipljive rezultate. Koristeći tonkinški incident kao izgovor, Johnson je odobrio da u Južni Vijetnam početkom 1965. godine odu redovne vojne snage što je bila prva velika eskalacija vijetnamskog rata.
Ispočetka je Johnson za tu politiku uživao opću podršku. Međutim, kako je rat odmicao, a konkretne pobjede nije bilo na vidiku, tako je ta podrška opadala, pogotovo među omladinom - baby boomerima, odnosno prvom generacijom odraslom u relativnom blagostanju 1950-ih i ozračju seksualne revolucije i rock'n'rolla. Mnogima od njih se nije dalo prekidati bezbrižnu mladost radi odlaska u rat, te su univerziteti postali legla anti-ratnog pokreta.
Ni sam Johnson nije volio taj rat jer se bojao da bi mogao dodatno eskalirati u otvoreni sukob sa sjevernovijetnamskim saveznicima SSSR-om i Kinom, odnosno treći svjetski rat. Zato je sve vrijeme uz vojnu pobjedu pokušavao ishoditi i diplomatsko rješenje. 
Sve većoj nepopularnosti rata su pridonosili i njegovi sve veći troškovi, koji su s vremenom torpedirali mnoge od najambicioznijih projekata Velikog društva, te tako i Johnsonu i ratu oduzeli podršku u najširim slojevima stanovništva.
Početkom 1968. godine je sjevenovijetnamska ofenziva Tet mnoge dotadašnje pobornike rata uvjerila da SAD nisu u stanju postići vojnu pobjedu. Johnson je, suočen s poraznim anketama, donio odluku da se po isteku mandata povuče s položaja i više ne kandidira te je objavio 31. ožujka.
Ostatak mandata je rezignirani Johnson proveo ugloavnom kao svjedok niza dramatičnih događaja na koje nije imao utjecaj - ubojstva Roberta Kennedyja i Martina Luthera Kinga, dotada nezapamćenih studentskih nereda te invazije Varšavskog pakta na Čehoslovačku. Njegova vlastita stranka je na izbornoj konvenciji 1968. godine bila žestoko podijeljena između konzervativnog, umjerenog i radikalno lijevog krila, omogućivši republikancu Richardu Nixonu da trijumfira na izborima kao zagovornik reda i zakona.

## Nakon Bijele kuće
Iako je, s obzirom na odredbe Ustava, mogao računati na još jedan predsjednički mandat, Johnson nije pokazao nikakvu volju da se nakon odlaska iz Bijele kuće ponovo bavi politikom. 
Iz Washingtona se povukao na svoj ranč u Teksasu kojeg je poslije preuredio i u oporuci ostavio državi kao spomen-park. On i supruga su također sagradili veliku predsjedničku biblioteku. Johnson je također napisao memoare pod nazivom Vantage Point, izdane 1971. godine.
Lyndon Baines Johnson je umro 1973. godine od srčanog udara u dobi od 64 godine.

## Vanjske poveznice
|  | Zajednički poslužitelj ima stranicu o temi Lyndon B. Johnson |